# Nutsspaarbank 's-Gravenhage

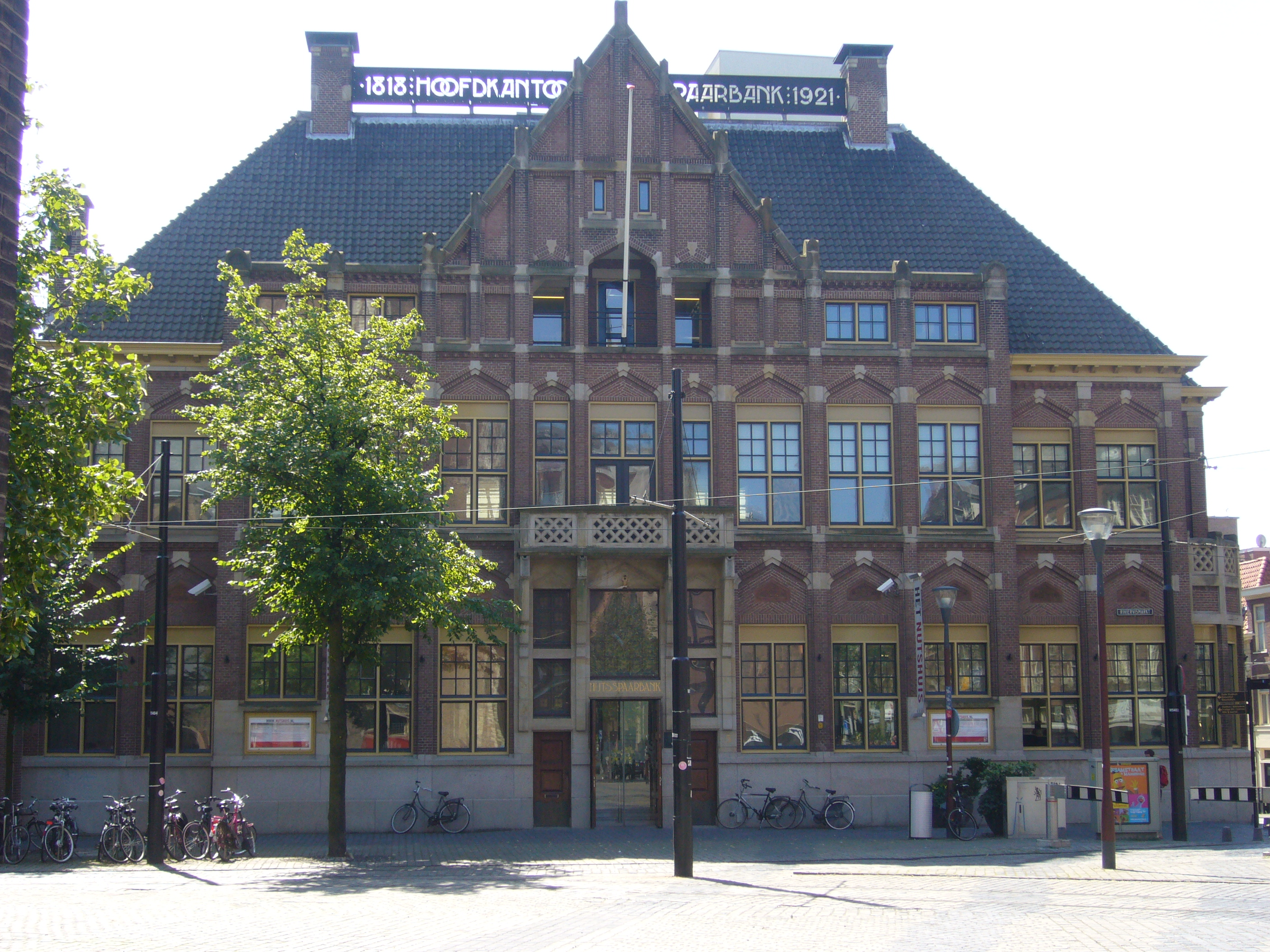
Nutshuis, Den Haag

De Nutsspaarbank 's-Gravenhage was een nutsspaarbank die in 1818 werd gesticht door het Haagse departement van de Maatschappij tot Nut van 't Algemeen. De bank was gevestigd in het Nutshuis.
In 1992 werd de bank verkocht aan de VSB Bank, de latere Fortisbank. Bij de verkoop kreeg de stichting Nutsspaarbank een bedrag in aandelen. Besloten werd de jaarlijkse opbrengst daarvan te besteden aan maatschappelijke projecten. De stichting Nutsspaarbank te 's-Gravenhage wijzigde haar naam in stichting VSB Fonds Den Haag en omstreken. Sinds oktober 2001 heet het fonds: stichting Fonds 1818 tot nut van het algemeen.